# Thomas Jordier
Thomas Jordier (ur. 12 sierpnia 1994 w Noisy-le-Sec) – francuski lekkoatleta specjalizujący się w biegach sprinterskich.
Podczas mistrzostw świata juniorów młodszych indywidualnie odpadł w półfinale w biegu na 400 metrów, a wspólnie z kolegami z reprezentacji sięgnął po brązowy medal w sztafecie szwedzkiej. W 2013 startował na mistrzostwach Europy juniorów, na których zdobył brąz w biegu na 400 metrów oraz zajął 4. miejsce w sztafecie 4 x 400 metrów. Podwójny złoty medalista młodzieżowych mistrzostw Europy w Tallinnie (2015). Medalista mistrzostw Francji. W 2016 wystartował na mistrzostwach Europy w Amsterdamie, jednakże występ w nich zakończył na półfinale.

## Rekordy życiowe
- bieg na 400 metrów (stadion) – 45,37 (16 sierpnia 2022, Monachium)
- bieg na 400 metrów (hala) – 46,13 (20 lutego 2021, Miramas)